# لعبة محاكاة

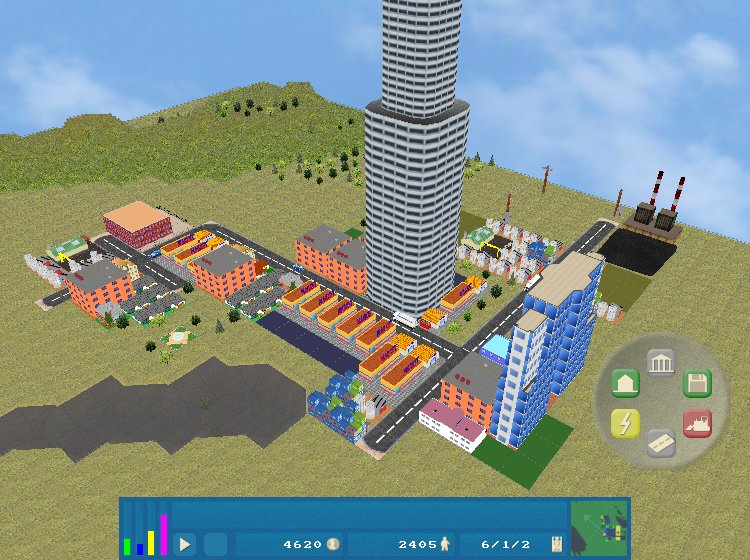

لعبة المحاكاة تحاول نسخ الأنشطة المتنوعة من «الحياة الواقعية» في شكل ألعاب لأغراض متعددة، مثل: التدريب أو التحليل أو التنبؤ. وعادةً ما تكون هناك أهداف محددة بدقة في اللعبة، فقد تكون للركض واللعب كالشخصيات الحقيقية. وهناك أمثلة معروفة مثل ألعاب الحروب وألعاب الأعمال التجارية وألعاب محاكاة الأدوار الحياتية.
بدءًا بأنواع ثلاثة أساسية للتدريبات الإستراتيجية والتخطيط والتعليم تتمثل في: الألعاب والمحاكاة ودراسات الحالة، يمكن دراسة عدد من الحالات المختلطة، من بينها ألعاب المحاكاة وألعاب المحاكاة المستخدمة كدراسات حالة.
وقد تم إجراء مقارنات خاصة بمزايا ألعاب المحاكاة مقارنة بتقنيات التعليم الأخرى من خلال العديد من الباحثين وتم نشر عدد من المقالات النقدية الشاملة.

## الاستخدامات العملية
هناك عدد كبير من الأمثلة التي لا تحصى لألعاب المحاكاة المستخدمة في أغراض التسلية والأغراض الجادة. وقد فتح ويليام ويت سلسلة ألعاب سيم مع سيم سيتي. وبعد نجاح غير مسبوق، تم استخدام إعلان أحد أنواع لعبة بناء المدن وسيم سيتي وغيرها من الألعاب اللاحقة لنمذجة ودراسة مجموعة من السلوكيات. وهناك ألعاب معينة مثل سيم لايف وسيم إيرث بإمكانها تعليم اللاعبين أساسيات علم الوراثة والأنظمة البيئية العالمية. وقد تناولت إحدى الدراسات المبهرة بالتفصيل استخدام لعبة سيم سيتي 2000 في دراسة تتعلق بمدى إدراك المراهقين للأعمال التي تتم في مدينتهم. وأوضحت الدراسة أن المراهقين الذين لعبوا هذه اللعبة على مدار الدراسة كان تقديرهم أعظم وتوقعهم أكبر بالنسبة للمسؤولين الحكوميين.
وهناك أمثلة أخرى لألعاب المحاكاة يمكن العثور عليها في شركة Kairosoft. وعلى الرغم من أنها ليست موجهة نحو التعليم أو التدريب، فقد نجحت في أسواق الترفيه.
واقترح مركز جامعة واشنطن لعلوم الألعاب مشروعًا من شأنه أن يتيح الاستفادة من مصادر قوة المعالجة غير المستغلة سابقًا. وقد أطلق عليه في البداية اسم "Rosetta@home"، ومن شأن هذا التطبيق أن يساهم في برنامج حوسبة موزعة وتحقيق طفرات على نحو أسرع مما يمكن أن يقوم به حاسوب واحد. وكان الغرض من تطبيق روزيتا (Rosetta) يكمن في استخدام خوارزميات التنبؤ بالبنية البروتينية لاكتشاف البنى الأصلية للبروتينات المتنوعة. وفي مايو من عام 2008، تم إصدار لعبة فولديت (Foldit). وتعد فولديت شكلاً تفاعليًا من لعبة روزيتا (Rosetta)، إذ تتيح للمستخدمين محاولة إيجاد حلول لهذه «الألغاز» أنفسها. ومن أبرز هذه الإنجازات فك الرموز غير المسبوقة لفيروس القرود ماسون-فيزار. وقد حيَّر فيروس القرود المُسبب لمتلازمة العوز المناعي المكتسب العلماء لمدة 15 سنة. وعلى الرغم من ذلك، وبعد 10 أيام فقط، استطاع المستخدمون حلها.
على الرغم من أن هذا يحدث بشكل عرضي، إلا أن لعبة ورلد أوف وركرافت (World of Warcraft) تقدم بشكل مختصر محاكاة للوباء العالمي. في 13 سبتمبر 2005، وقع حادث تلوث دموي وأثر على عالم الألعاب بأسره. واكتسب الوباء اسمه من رئيس في لعبة التهجئة (spell cast) أدت للضرر بمرور الوقت، واستطاعت الانتشار لدى لاعبين آخرين قريبين. كان الجزء الذي اعتبره العلماء رائعًا على أي حال هو تفاعل اللاعبين. وقد وجد علماء الوبائيات عددًا من المتوازيات لسلوك العالم الحقيقي في مثل هذه الحالات. وفي حين أخذ أكثر اللاعبين رفيعي المستوى على عاتقهم إقامة محطات للشفاء بأنفسهم في مراكز المدينة، فقد اتخذ آخرون نهجًا أكثر خبثًا. وبنفس طريقة تشغيل لعبة تيفويد ماري مالون وغايتان دوغس إلى حد كبير، قد يقوم لاعبون معينون بإصابة مناطق نظيفة بالعدوى في محاولة لنشر الطاعون إلى أبعد من ذلك. وهو الحدث الأبعد عن التوقع والجدير بالذكر، إلا أنه كان مثيرًا للفضول. ويقتحم بعض اللاعبين المتسمين بالشجاعة الحجر الصحي لرؤية الضوضاء، لكنهم بعد ذلك يهرولون إلى الخارج بعد إصابتهم. وكان السلوك يشبه سلوك الصحفيين الذين يسارعون نحو الحدث للتغطية ثم يخرجون على الفور.